# NGC 116
NGC 116 је ознака објекта на координатама са ректансцензијом 0h 27m 9,0s и деклинацијом - 7° 56" 18'. Открио га је Гаспаре Станислао Ферари, 1865. Каснијим посматрањима на том положају није уочен никакав астрономски објекат.